# Fotosíntesis anoxigénica

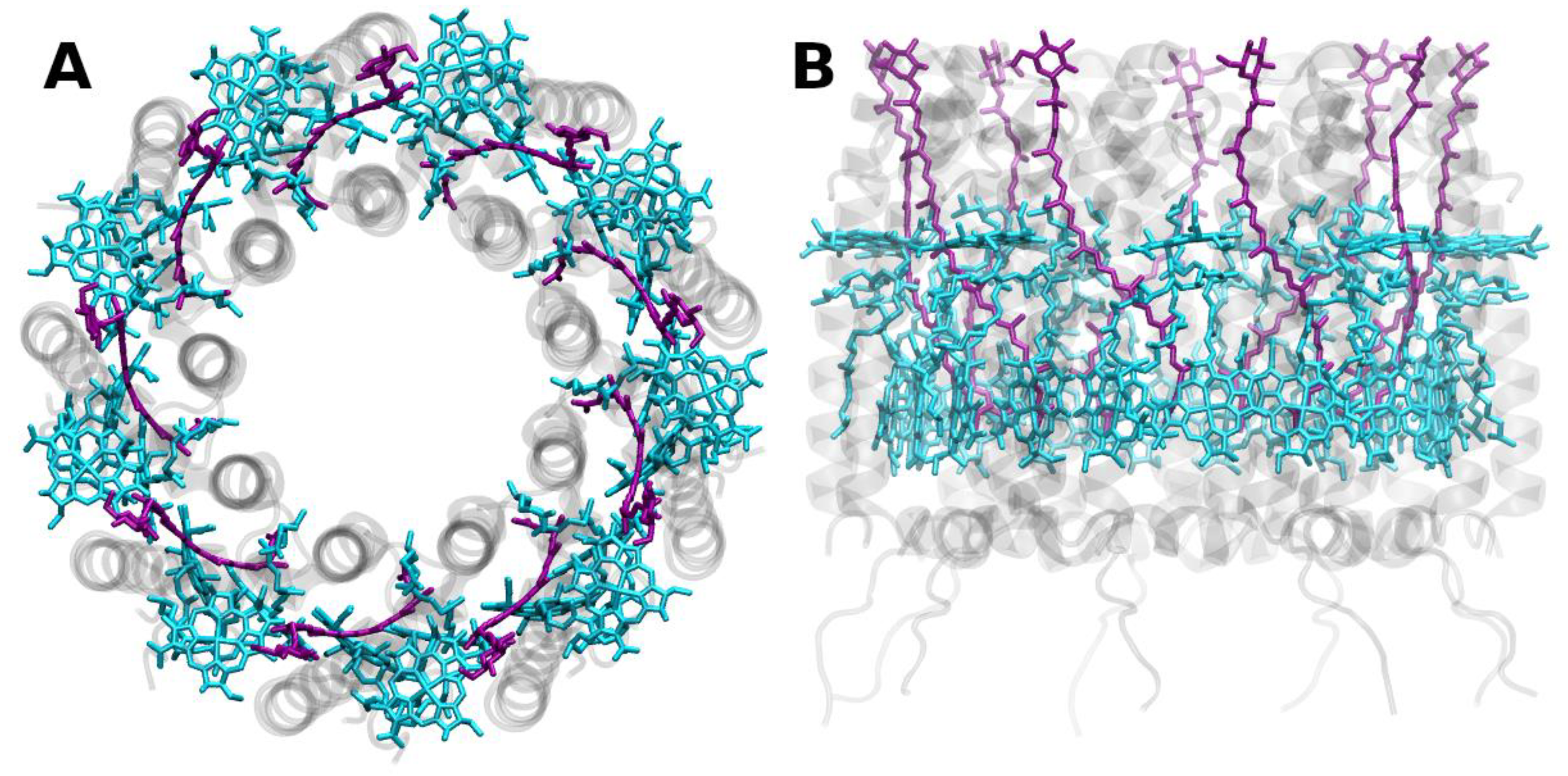
fotosíntesis anoxigénica

La fotosíntesis es el proceso por el cual algunos seres vivos sintetizan sustancias orgánicas a partir del agua, dióxido de carbono y la luz del sol. En la fotosíntesis anoxigénica, los organismos fotoautótrofos anoxigénicos convierten la energía de la luz en energía química necesaria para el crecimiento; sin embargo, y al contrario que las plantas, algas y cianobacterias, en este proceso de transformación de la energía no se produce oxígeno (O2). Otra diferencia es que los fotoautótrofos anoxigénicos contienen un tipo de clorofila, bacterioclorofila, diferente a la clorofila de las plantas. 
Estas bacterias contienen además carotenoides, pigmentos encargados de la absorción de la energía de la luz y posterior transmisión a la bacterioclorofila. El color de estos pigmentos son los que le dan el nombre a estas bacterias: bacterias púrpuras del azufre y bacterias verdes del azufre. En las cianobacterias estos pigmentos captadores de luz son las ficobilinas, de ahí su nombre, bacterias azules (cianobacterias).
En las bacterias púrpuras y verdes sólo existe un fotosistema, de tal manera que la energía absorbida de la luz es utilizada para transportar un electrón desde la clorofila a la cadena de transporte de electrones que finalmente cede el electrón a la misma clorofila. En esta cadena de transporte de electrones se genera la energía necesaria para sintetizar ATP. Sin embargo, el transporte de electrones es cíclico (el donador primario de electrones y el aceptor terminal de electrones es la misma clorofila) no existiendo por lo tanto reducción de NADP+ a NADPH. Esta reducción se lleva a cabo mediante transporte inverso de electrones gracias a los electrones donados por el hidrógeno gaseoso (H2) o el sulfuro de hidrógeno (H2S). En cualquier caso nunca se produce oxígeno.
La reacción global es la siguiente:
2H2S + CO2 → [CH2O] + H2O + 2 S